# Arnold Alcolea
Arnold Alcolea Nuñez (Santiago de Cuba, 25 april 1982) is een Cubaans wielrenner. In 2012 nam hij deel aan de wedwedstrijd op de Olympische Spelen in Londen, hij eindigde op plek 67.

## Overwinningen
2003
2e etappe Ronde van Cuba
2006
 Cubaans kampioen tijdrijden, Elite
 Cubaans kampioen op de weg, Elite
2007
13e etappe Ronde van Táchira
5e en 6e etappe Ronde van Costa Rica
2008
5e etappe Ronde van Costa Rica
2009
8e etappe Ronde van Cuba
Eindklassement Ronde van Cuba
2010
Eindklassement Ronde van Cuba
 Cubaans kampioen tijdrijden, Elite
5e etappe Ronde van Costa Rica
 Pan-Amerikaans kampioenschap op de weg, elite
2011
 Cubaans kampioen tijdrijden, Elite
 Cubaans kampioen op de weg, Elite
2014
 Cubaans kampioen op de weg, Elite